# 계상정거도
계상정거도(溪上靜居圖)는 정선이 이황 생존시의 건물인 서당을 중심으로 주변 산수를 담은 조선시대의 풍경화이다.
1973년 7월 10일 보물 제585호로 지정된 퇴우이선생진적(退尤二先生眞蹟)에 실려있다.

## 천원권 지폐 도안
2007년에 새로 발행한 천원권 지폐 뒷면 그림의 소재를 도산서당이라고 발표했으나, 계상서당을 보조소재로 한 계상정거도가 아니냐는 주장이 있어 논란이 되었다. 그러나 결국 천원권 지폐 뒷면 그림의 소재로 발행되었다.

## 위작 시비
2008년 서화 전문 감정 학자 이동천 박사가 그의 저서 《진상-미술품 진위 감정의 비밀》을 통해서 계상정거도가 정선이 그린 진품이 아닌 졸렬한 위작이라고 주장했고 2008년 7월 공개 강연회를 통해서도 위작 가능성을 거듭 주장하고 유관기관의 공개감정을 촉구하기도 했다. 그래서 2008년 7월 24일 문화재위원회에서 열어 과학감정을 실시했다. 휴대용 형광X선 분석기로 낙관과 지질 등을 조사한 결과 진품으로 결론이 났다.

## 같이 보기
- 퇴우이선생진적 - 보물 제585호